# Opuntia pyriformis
Opuntia pyriformis là một loài thực vật có hoa trong họ Cactaceae. Loài này được Rose mô tả khoa học đầu tiên năm 1909.